# Plebejus ledereri
Plebejus ledereri är en fjärilsart som beskrevs av Thierry-mieg 1911. Plebejus ledereri ingår i släktet Plebejus och familjen juvelvingar. Inga underarter finns listade i Catalogue of Life.